# Martin Hermannsson
Martin Hermannsson (Reykjavík, 16 de septiembre de 1994) es un baloncestista islandés que pertenece a la plantilla del Alba Berlin de la Basketball Bundesliga. Con 1,90 metros de estatura, juega en la posición de base. Es sobrino del también jugador profesional Jón Stefánsson.

## Trayectoria deportiva

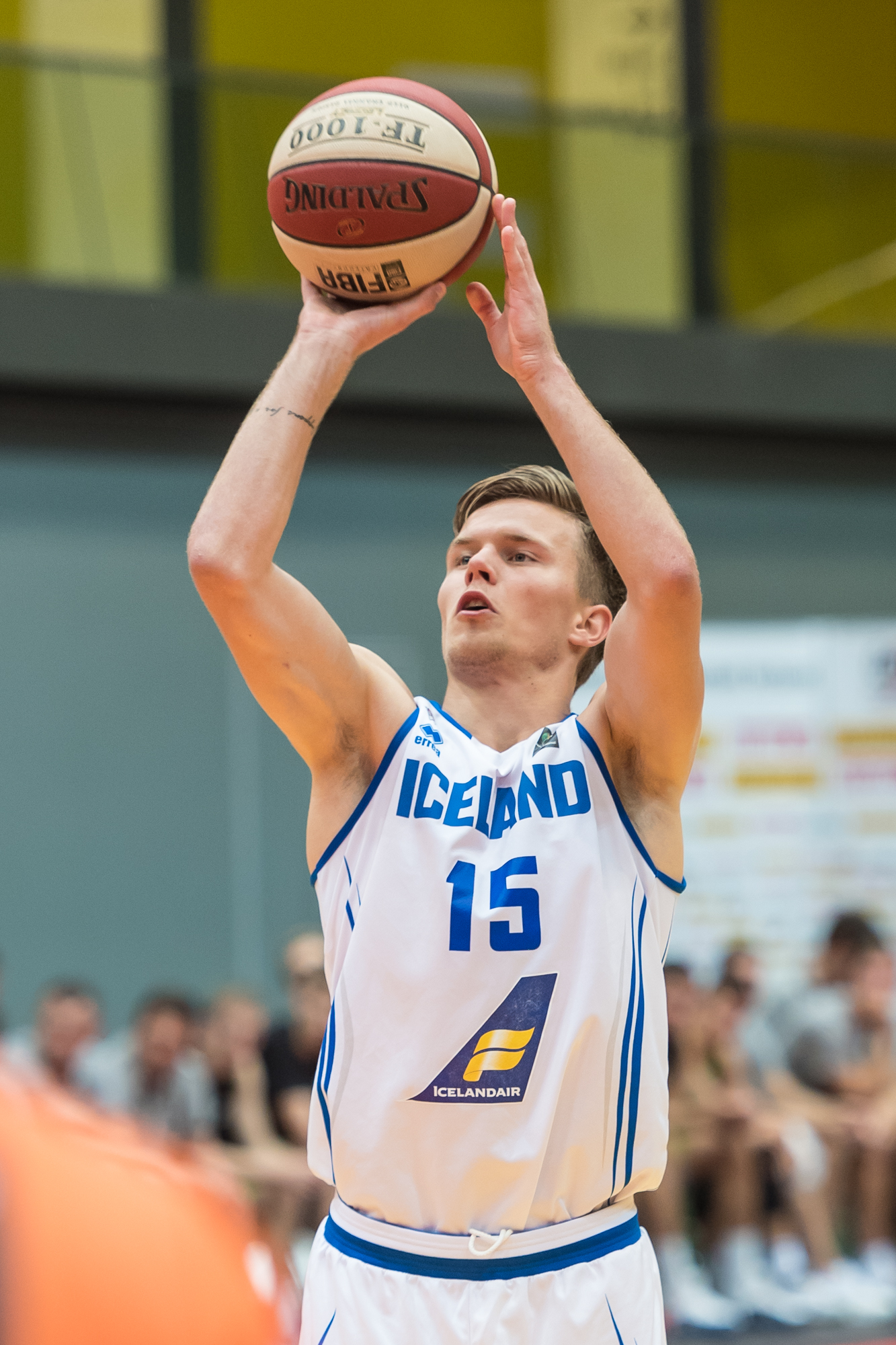
Hermannsson con la selección de Islandia en 2016.

### Primeros años
Debutó en la Domino's League, la primera división de su país, con apenas 15 años de edad, en 2009 con el K.R. Basket Reykjavík. Ganó dos ligas, en 2011 y en 2014, en su última temporada en el equipo, en la que además fue elegido jugador nacional del año, mejor joven de la liga y MVP de los playoffs. Acabó promediando esa temporada 18,8 puntos, 3,4 rebotes y 4,5 asistencias por partido.

### Universidad
En 2014 decidió rierse a jugar a la División I de la NCAA estadounidense, enrolándose en los Blackbirds de la Universidad de Long Island en Brooklyn, donde jugó dos temporadas, en las que promedió 13,2 puntos, 4,1 rebotes y 4,0 asistencias por partido. Fue incluido en el mejor quinteto de rookies de la Northeast Conference en su rimer año y en el mejor quinteto alboluto en el segundo.

### Profesional
Tras no ser elegido en el Draft de la NBA de 2016, regresó a Europa donde acabó la temporada con el Stevnsgade Basketball de la Basket Ligaen danesa, donde completó 15 partidos, promediando 2,9 puntos y 1,2 rebotes. La temporada siguiente fichó or el Étoile de Charleville-Mézières de la Pro B francesa, donde como titular promedió 17,1 puntos y 5,7 asistencias, siendo incluido en el mejor quinteto de la liga, lo que hizo que se fijara en él el Champagne Châlons-Reims de la Pro A. Allí jugó una temporada, también como titular, en la que promedió 13,9 puntos y 5,7 asistencias por partido.
Tras rechazar varias ofertas de la liga francesa y de la turca, en junio de 2018 acaba firmando con el Alba Berlin de la Basketball Bundesliga.
El 9 de julio de 2020 firmó con el Valencia Basket de la liga ACB.
El 4 de enero de 2024, firma por el Alba Berlin de la Basketball Bundesliga, regresando después de 3 temporadas al club alemán.

### Redes sociales
- Martin Hermannsson en Facebook
- Martin Hermannsson en X (antes Twitter)

- Datos: Q20990686
- Multimedia: Martin Hermannsson / Q20990686